# Schwesternpark

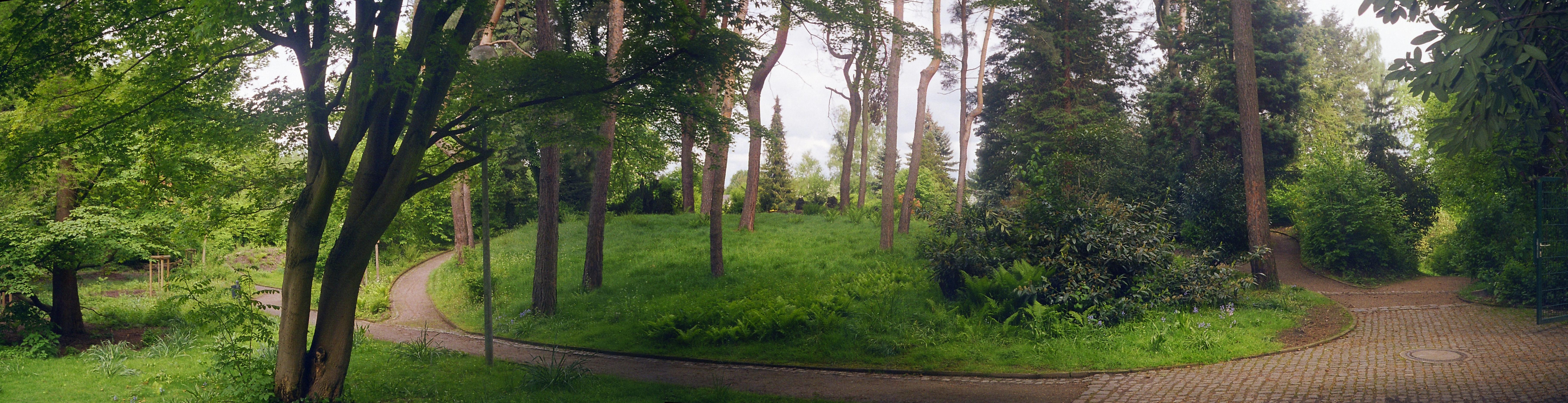
Eingangsbereich

Der Schwesternpark ist eine öffentliche Parkanlage in Witten.

## Aufbau
Der mittlerweile stark verwilderte Park lässt die ursprünglich Konzeption kaum noch erkennen. 14 Kleinlandschaften sollen die botanische Bandbreite Deutschlands widerspiegeln. Der Park sollte den aus ganz Deutschland angeworbenen Diakonissen des benachbarten Evangelischen Krankenhauses Entspannung und ein Stück Heimat geben. Durch geschickte Landschaftsplanung entstanden auf einer Fläche in der Größe von nur etwa vier Fußballfeldern zahlreiche Bereiche mit teilweise meditativen Charakter. Die Landschaftsthemen sind: Herbstwiese, Quelltal, Frühlingsmulde, Kiefernhöhe, Azaleental, Fliederweg, Spielwiese, Alpenrosental, Eichenwald, Heidetal, Veilchental, Margeritenwiese, Ostwald und Obstblütenschmuck. Durch den Park zieht sich ein künstlich angelegter Bachlauf, der in einem Teich endet.

## Stil
Der Park erinnert an einen englischen Landschaftsgarten, gehört aber dieser Stilrichtung nicht an. Insbesondere die extrem dichte Abfolge von Erlebnisräumen macht ihn zu einem Unikum, das keiner Stilrichtung zuzuordnen ist.

## Geschichte
Der Park wurde nach den Entwürfen und unter der Leitung des Rektors der Wittener Feldschule Adolf Schluckebier (1860–1951) zwischen 1906 und 1915 von den Schülern der benachbarten Schule auf einer ehemaligen Schlackehalde gebaut. Die Anlage ist somit eines der ältesten bewusst geplanten Renaturierungsprojekte der Region. Ein großer Sturm richtete 1912 große Schäden an und entwurzelte die ältesten Bäume. Während des Zweiten Weltkriegs, insbesondere 1944/45, wurden große Teile des Parks zerstört. Von 1960 bis 1980 übernahm ein Gärtner die Pflege des Parks, in dem noch immer Bombenschäden auszubessern waren. Zwischen 1980 und 1985 wurden nur noch die wichtigsten Pflegearbeiten durchgeführt. 1985 pachtete die Stadt den Park für 30 Jahre und machte ihn 1987 der Öffentlichkeit zugänglich. Bis 1989 wurde der Park nach den Originalplänen rekultiviert.

## Öffnungszeiten und Lage
Der Park ist tagsüber der Öffentlichkeit zugänglich. Der Zugang erfolgt über einen Fußweg am Ende des Parkplatzes des evangelischen Krankenhauses, hinter dem ebenfalls zum Krankenhaus gehörenden Schwesternfriedhof.